# Вольфрамит
Вольфрами́т — минерал, вольфрамовая руда, вольфрамат железа и марганца, относится к подклассу сложных оксидов. Название происходит от нем. Wolf Rahm («волчьи сливки», «волчий крем») и связано с тем, что вольфрам, сопровождая оловянные руды в составе вольфрамита, мешал выплавке олова, переводя его в пену шлаков («пожирает олово как волк овцу»).

## Свойства

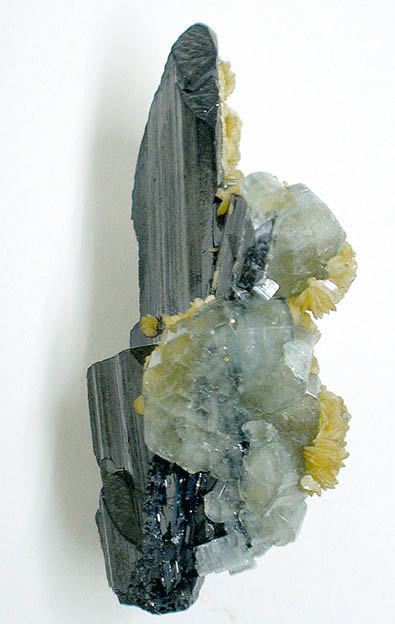
Фторапатит на ферберите

Образует чёрно-бурые таблитчатые и призматические кристаллы, игольчатые и зернистые плотные сплошные агрегаты, вкрапления.

### Разновидности
Вольфрамит является средним членом изоморфного ряда:
ферберит, крайний железистый член ряда, чёрный, тёмно-коричневый, цвет черты тёмно-коричневый, призматические удлинённые кристаллы, непрозрачный, содержит FeWO4 свыше 80 %). Назван в 1863 году в честь немецкого минералога-любителя Морица Фербера (1805—1875).
гюбнерит (назван в честь немецкого горного инженера Адольфа Гюбнера (Аdolph Hübner), крайний марганцевый член ряда, бурый с красноватым оттенком, цвет черты жёлто-бурый, содержит FeWO4 менее 20 %, марганца — до 23,4 %, прозрачный в тонких сколах). 

## Условия образования

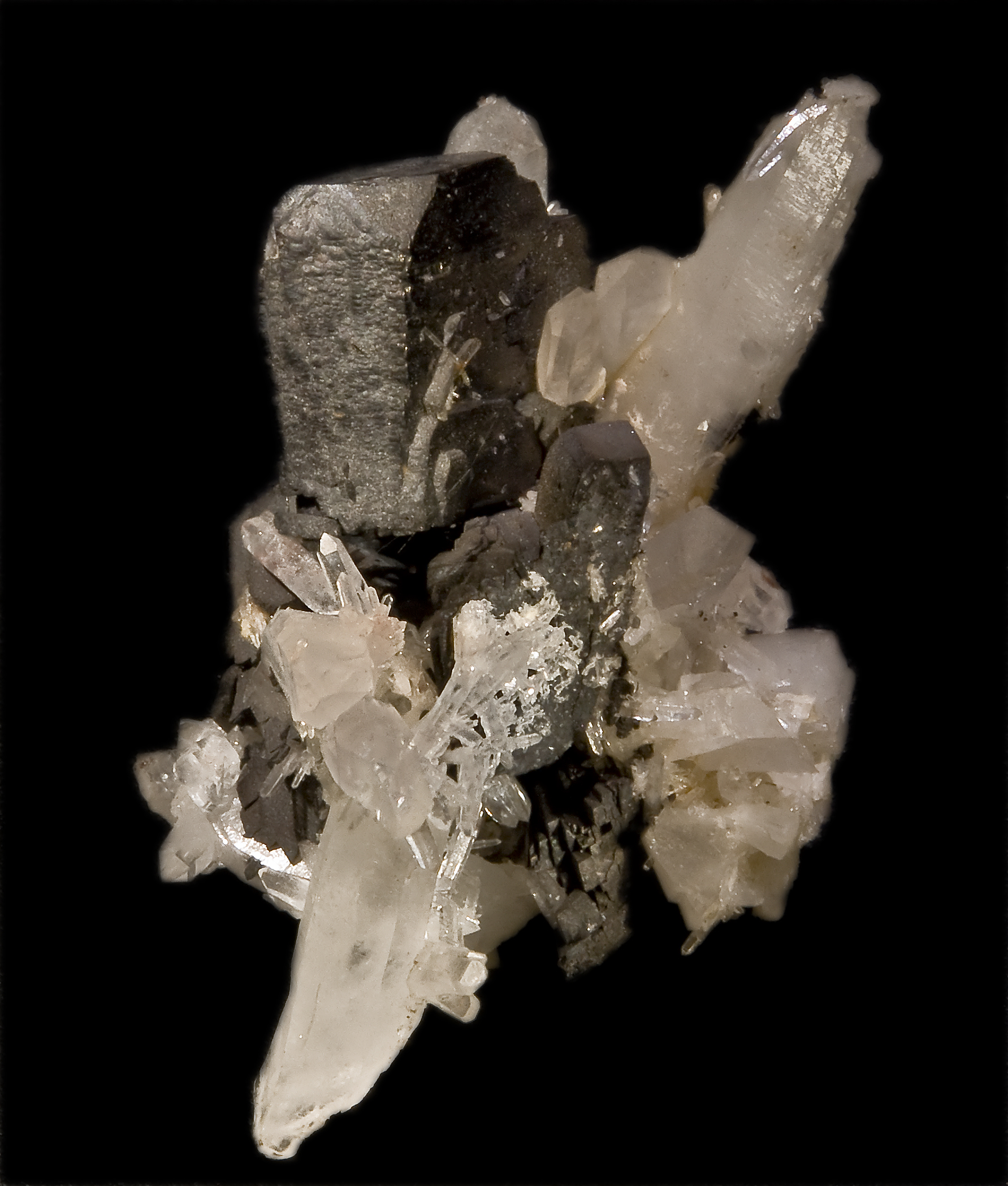
Гюбнерит в кварце из Перу

Накапливается в россыпях, образуется в высокотемпературных гидротермальных кварцевых и пневматолитовых жилах и грейзенах в ассоциации с арсенопиритом, бериллом, висмутином, касситеритом, молибденитом, мусковитом, топазом, флюоритом, иногда и с антимонитом. Вольфрамит может псевдоморфно замещаться шеелитом.

## Месторождения
Основные места проявления: Китай, Мьянма, Боливия, США (Калифорния, Техас, Айдахо, Колорадо, Коннектикут), Португалия, Россия (Восточное Забайкалье, Карачаево-Черкесия, Северная Осетия), Украина (Житомирская область), Великобритания (Камбрия, Корнуолл), Германия (Саксония), Польша (Верхняя Силезия), Дания (Гренландия), Австралия, Новая Зеландия.

## Применение
Наряду с шеелитом является важнейшей рудой вольфрама.
При высоком содержании в минерале Nb, Sc, Ta они могут извлекаться попутно. Ценится коллекционерами.